# Аха (бог)

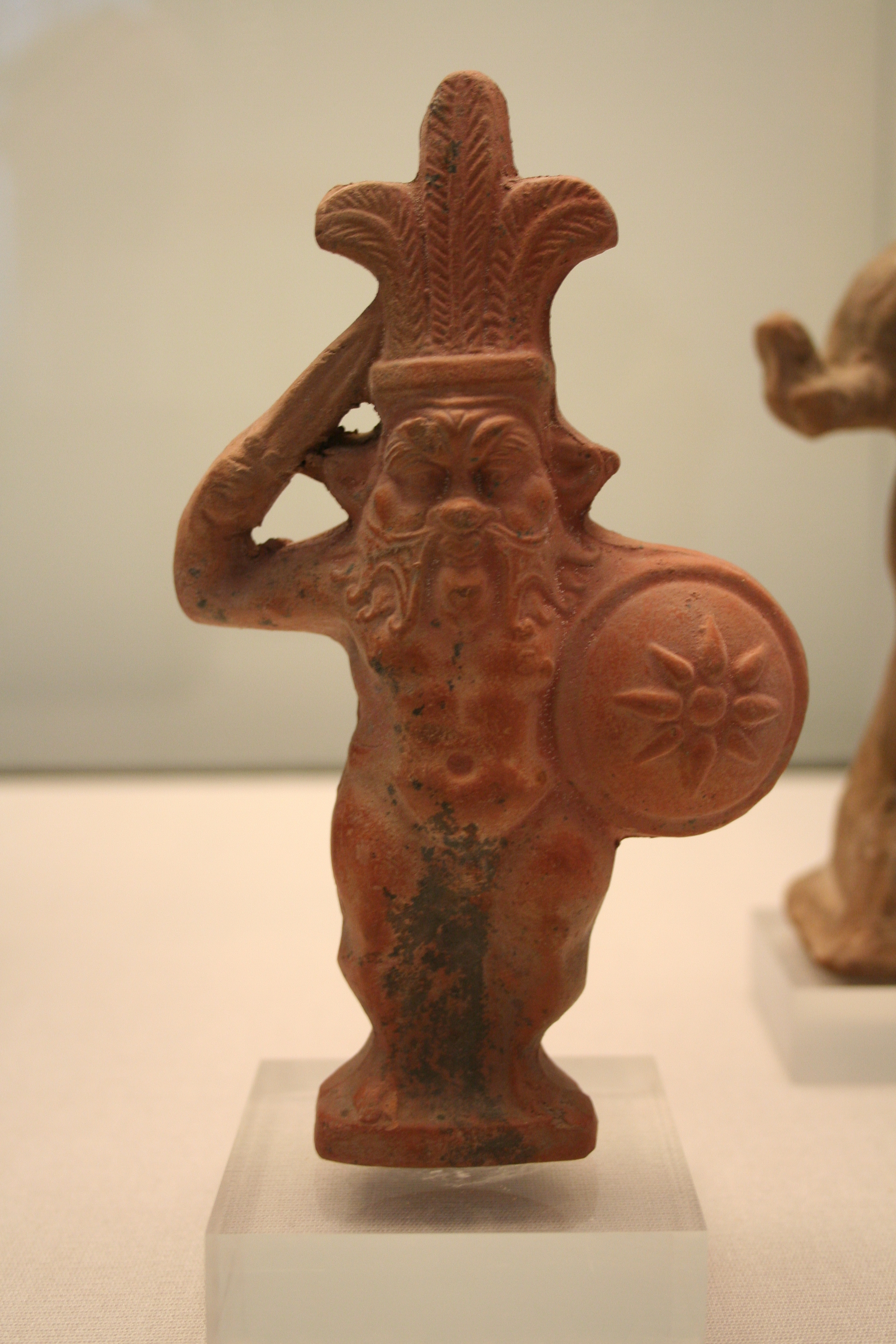
Теракотова статуетка бога Аха.

Аха (дав.єгип. ˁḥ3 — «воїн, боєць») — бог багатства і безпеки в давньоєгипетській міфології. Аха був богом танців і музики, а також захисником дітей і матерів.
На зображеннях бога Аха вперше показані так звані «Магічні ножі», які, як правило знаходилися в фронтальній частині барельєфа чи статуетки. З обличчя звисала грива, можливо з вовни лева або павіана. В руках він тримав змію або ніж. У період Нового царства його як правило зображували в профіль, іноді з крилами. В цілому він виглядав також як і бог Біс. Існувала також жіноча форма бога — Ахат.
Атрибути бога Аха брали участь під час святкування хеб-сед, жерці надягали маски, що зображують це божество. За часів Нового царства, відбулися зміни із закінченням «-tj» в імені божества: ˁḥ3tj і ḥ3jtj в більш пізній час.